# Frottola
La frottola fou el tipus de música vocal italiana principal de finals del segle XV i principis del segle xvi. Fou l'antecedent més difós i més important del madrigal. El punt culminant de la producció de frottole fou el període comprès entre 1470 i 1530, transcorregut el qual aquest gènere fou desplaçat en la seva funció pel madrigal.
Atès que frottola és un terme genèric, hom reconeix diverses subcategories, tal com és de preveure per a un gènere amb vora un segle d'història, i que va mantenir una immensa popularitat durant la meitat d'aquest temps. En la seva forma més típica és una composició per a tres o quatre veus (aquesta darrera més aviat a la part final del període) la més aguda de les quals era la que tenia la melodia; és possible que s'hi hagués emprat acompanyament instrumental. El poema normalment tenia una rima "ABBA" per a la represa i una estrofa amb rima "CDCDDA" o bé "CDCDDEEA", tot i que en els diferents subgèneres també s'hi troben altres variants. És molt probable que aquestes formes poètiques derivessin de la ballata del segle xiv, tot i que la música mostra una enorme simplificació en respecte a les formes del segle xiv.
Musicalment, la frottola evita les complexitats contrapuntístiques i prefereix les textures homofòniques, els ritmes clars i repetitius, i un àmbit melòdic restringit. No sols va ser un antecessor del madrigal sinó també d'algunes pràctiques pròpies del Barroc com la monodia, atès que anticipa l'acompanyament acordal, té la melodia a la veu superior i mostra un sentit primerenc del que més tard es desenvoluparia per donar lloc a l'harmonia funcional.
Se sap ben poc de les pràctiques interpretatives. Les edicions contemporànies a vegades són per a diverses veus, amb tabulatura de llaüt o sense; ocasionalment han sobreviscut partitures per a teclat. Les frottole s'haurien pogut interpretar amb veu sola amb acompanyament de llaüt. Certament sembla que Marchetto Cara hauria pogut interpretar-les d'aquesta manera a la cort dels Gonzaga tal com sembla desprendre's de la seva anomenada com a llaütista, cantant i compositor de frottole; també s'haurien pogut interpretar amb altres combinacions de cantants i instruments.
Els compositors de frottole més famosos foren Bartolomeo Tromboncino i Marchetto Cara, deixant a banda el fet que algunes composicions profanes de Josquin des Prez (per exemple "Scaramella" i "El Grillo") són frottole encara que no ho diguin sengles títols.
La frottola també va influir en la chanson francesa que també va tendir a ser lleugera, ballable i d'estil popular. Molts compositors francesos del període van ser a Itàlia, ja fos a treballar a les corts aristocràtiques o a la capella papal de Roma. Fou així com van entrar en contacte amb la frottola i van incorporar a les seves composicions profanes en el seu estil vernacle quelcom del que van sentir.

## Compositors
La llista de compositors de frottole inclou:
- Bartolomeo Tromboncino
- Marchetto Cara
- Filippo de Lurano
- Michele Pesenti
- Michele Vicentino
- Giovanni Brocco
- Antonio Caprioli
- Francesco d'Ana
- Lodovico Fogliano
- Giacomo Fogliano
- Erasmus Lapicida
- Marcantonio Del Pifaro

Excepte Tromboncino i Cara que van ser excepcionalment famosos, se sap ben poc de la major part de la resta; en molts casos només se'n conserven els noms. En aquest cas és perquè Petrucci, l'eminent editor venecià, va incloure llurs noms en col·leccions que contenien obres seves.